# Télécommunications en France
 (octobre 2020).

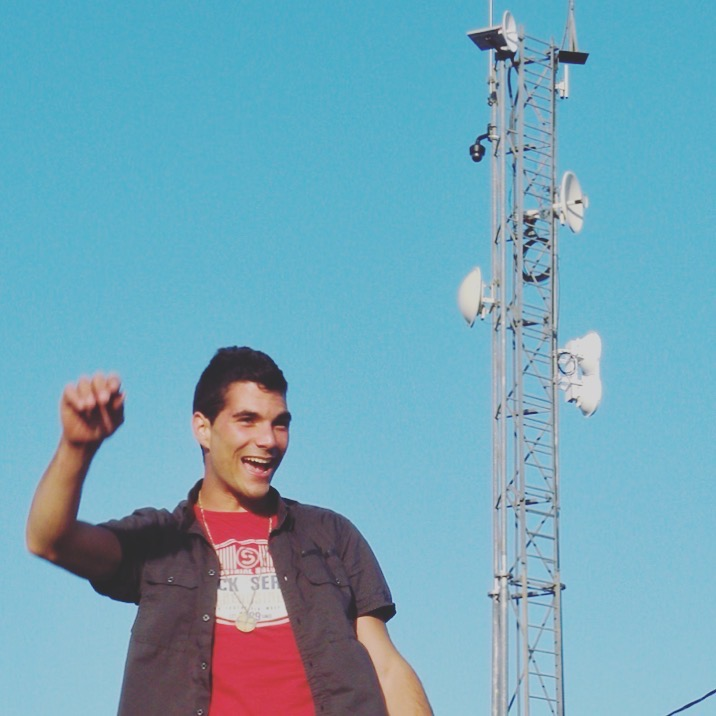
Station pylône triangulée.

Les systèmes de télécommunications en France sont très développés. La France est desservie par un vaste réseau de centraux téléphoniques automatiques reliés par des réseaux modernes de câbles en fibre optique, câble coaxial, antennes-relais pour la radio et la télévision, et un système de satellites domestiques ; les services de téléphonie mobile sont largement disponibles, en pleine expansion, et comprennent des services d'itinérance à l'étranger.

## Histoire
La France est désormais l'un des pays de l'OCDE où le prix moyen d'accès à Internet est le plus faible, grâce notamment au développement du « multiplay » (Internet, téléphonie, TV…) proposé aux consommateurs via des box ADSL ou fibre.
Les prix des services télécoms ont d’ailleurs globalement baissé de 7 % entre 2005 et 2011. Avec 300 000 emplois et 6,4 milliards d’euros investis par an, le secteur des Télécoms est aujourd’hui le premier critère d’attractivité de la France. Un quart de la croissance économique française (entre 2000 et 2008) est due au numérique et aux télécoms.

## Aspects économiques

### Facturation mensuelle
Le secteur des Télécom a transféré une partie de ses revenus depuis le secteur de la téléphonie, vers le secteur de l'Internet, ce qui a permis de faire baisser les factures téléphoniques.
| Le graphique qui aurait dû être présenté ici ne peut pas être affiché car il utilise l'ancienne extension Graph, désactivée pour des questions de sécurité. Des indications pour créer un nouveau graphique avec la nouvelle extension Chart sont disponibles ici . |

Source Arcep

## Téléphonie fixe
Le système de téléphonie fixe utilise, à la base, un système étendu d'éléments de réseaux tels que des commutateurs téléphoniques numériques, centre de commutation mobiles, passerelle médias et passerelle de signalisation, reliés entre eux par une grande variété de systèmes de transmission utilisant la fibre optique ou des relais radio utilisant des micro-ondes (faisceaux hertziens). Le réseau d'accès, qui relie l'abonné au central, est très diversifié avec différents types de paires de cuivre, des fibres optiques (FTTH) et des technologies sans fil. Le marché des télécommunications de la téléphonie fixe est dominé par l'ancien monopole d'État France Télécom devenu Orange. 

### Connexions internationales
Ces liaisons sont réalisées par des stations satellites terrestres : 2 satellites Intelsat, avec un total de 5 antennes (2 pour l'océan Indien et 3 pour l'Océan Atlantique), NA Eutelsat, Inmarsat 1 (région de l'Atlantique); 
par des communications radiotéléphoniques HF avec plus de 20 pays et par des câbles en fibres optiques, sous-marins et terrestres.

## Télévision
Antennes de diffusion de la télévision : 584 (plus 9 676 répéteurs) (1995).
Télévisions : 89,7% des foyers français sont équipés de télévision (soit environ 61,5 millions) (2024).

## Cinéma numérique
De 1999 à 2003, la division entreprises audiovisuelles de France Télécom (incluant TDF et Globecast), dans le cadre du projet cinéma numérique, sous la direction de Bernard Pauchon, développe les premières applications des télécommunications au cinéma numérique.  

## Internet
| Le graphique qui aurait dû être présenté ici ne peut pas être affiché car il utilise l'ancienne extension Graph, désactivée pour des questions de sécurité. Des indications pour créer un nouveau graphique avec la nouvelle extension Chart sont disponibles ici . |

Source Arcep

## Réseaux mobiles
La France a actuellement 4 réseaux mobiles : Orange, SFR, Bouygues Telecom et Free Mobile qui sont tous sous licence pour le GSM, l'UMTS et le LTE. Avant le lancement de Free Mobile en janvier 2012, le nombre d'opérateurs de téléphonie mobile disposant d'un réseau physique (antennes-relais) était limité à trois. Alors que, par exemple, l'Irlande a actuellement quatre opérateurs agréés avec leurs propres réseaux en dépit d'une population plus clairsemée que la France. Cependant, la France dispose d'un certain nombre d'opérateur de réseau mobile virtuel ce qui augmente la concurrence. 
Free Mobile obtenu sa licence 3G en décembre 2009 et opère commercialement depuis janvier 2012.
En France, les systèmes de télécommunications par satellite Telecom 1 (TC1) et Telecom 2A fournissaient le transfert à haut débit de données numériques entre les différentes sections des sociétés adhérentes. Les liaisons de télécommunications classiques entre la France continentale et de ses départements d'outre-mer sont également assurés.

### Le réseau 5G
Le réseau 5G apparait en France en 2020. Le 20 novembre 2020, Free Mobile lance son réseau 5G.

### Listes connexes
- Liste de fournisseurs d'accès à Internet pour particuliers
- Liste des chaînes de télévision en France
- Liste des opérateurs de réseau mobile en France
- Liste des opérateurs de réseau mobile virtuel
- Radio numérique terrestre française
- Liste des stations de radio en France
- Liste des radios locales en France